# Panaque bathyphilus
Panaque bathyphilus är en fiskart som beskrevs av Nathan K. Lujan och Chamon 2008. Panaque bathyphilus ingår i släktet Panaque och familjen Loricariidae. Inga underarter finns listade i Catalogue of Life.